# Shawn Murphy
Pour les articles homonymes, voir Murphy.
Shawn Murphy (né le 27 juillet 1951 à Charlottetown, Île-du-Prince-Édouard) est un homme politique canadien.

## Biographie
Murphy a étudié à l'Université de l'Île du Prince-Édouard et à l'Université du Nouveau-Brunswick, obtenant un diplôme en droit en 1976. Il est revenu à l'Île-du-Prince-Édouard et s'est joint à un cabinet juridique local, travaillant auprès du futur premier ministre Joe Ghiz. En 1997, il est devenu membre du conseil de la Reine. Murphy est marié et il a trois enfants adultes.
Murphy fut membre du Parti libéral du Canada à la Chambre des communes du Canada, représentant la circonscription de Charlottetown sur l'Île-du-Prince-Édouard depuis l'élection fédérale de 2000. Lors du gouvernement de Paul Martin, il était secrétaire parlementaire aux pêches et océans et il mettait ses énergies dans le plan d'action pour les océans. Il ne se représenta pas en 2011.
Il fut réélu avec près de 50 % des voix à l'élection fédérale canadienne de 2004. En dépit des rumeurs sur sa vulnérabilité possible à l'élection de 2006, Murphy fut réélu avec plus de 50 % des voix.